# Крузе, Мартин Леонтьевич
Мартин (Мартын) Леонтьевич фон Крузе (1770, Тургель, Эстляндская губерния — не позднее 1853) — русский офицер и чиновник, Воронежский вице-губернатор, Таврический вице-губернатор, Астраханский вице-губернатор.

## Биография
Родился 31 октября 1770 года[по какому календарю?] на мызе Тургель, Эстляндская губерния в семье лютеранского вероисповедания.
В 1784 году был записан рейтаром Лейб-гвардейского Конного полка; поручиком уволен в 1787 году. Капитан (1.11.1791), служил в Оренбургском корпусе в 1791—1795 годах. После увольнения с военной службы был принят на статскую службу в разменную экспедицию (1795—1800). С 1800 года — коллежский асессор, служил в Государственном вспомогательном банке (1800—1802), затем — чиновник Петербургского почтамта (1803—1807), «по водной коммуникации при отправлении казённых почтовых с пассажирами лодок» (1807—1810); был смотрителем военно-сухопутного госпиталя в Петербурге (28.5.1810—8.5.1824); кавалер ордена Св. Владимира 4-й ст. (1809) за 25 лет выслуги, статский советник с 9 мая 1824 года.
Воронежский вице-губернатор (9.5.1824-13.3.1825), Таврический вице-губернатор (13.3.1825-21.5.1826), 1-й товарищ губернатора, Астраханский вице-губернатор (11.1.1829-19.4.1829).

## Семья
Жена с 1804 года — Шарлота Хелена Эурозене фон Смиттен (28.07.1775—13.05.1855). Их дети:
- Gustava Wilhelmina (27.03.1807—?);
- Александр Мартынович (24.11.1811 — 26.03.1889, Евангелько-Аугсбургское кладбище Варшавы) — вице-директор канцелярии наместника в Царстве Польском, тайный советник (23.2.1865).
- Сергей (ок. 1814 — 13.07.1874)